# Уолтерс, Шу-Аиб
Шу-Аиб Уо́лтерс (англ. Shu-Aib Walters, 26 декабря 1981, Кейптаун, ЮАР) — южноафриканский футболист, вратарь.

## Клубная карьера
Заниматься футболом Шу-Аиб Уолтерс начал в юношеской команде клуба «Милано Юнайтед» из родного города. Сменив несколько клубов, в 2004 году вратарь подписал первый профессиональный контракт — с клубом «Клайд Пайнлэндз». В 2006 году Шу-Аиб Уолтерс стал игроком своего нынешнего клуба, «Блумфонтейн Селтик». Сезон 2009/10 голкипер провёл в аренде в клубе «Марицбург Юнайтед».

## Карьера в сборной
В национальной сборной Шу-Аиб Уолтерс не сыграл ни одного матча. В предварительном списке игроков, вызванных в сборную для участия в чемпионате мира, голкипера не было, но в последний момент тренерский штаб предпочёл Уолтерса более опытному Роуэну Фернандесу.